# Auer Köpfle-Illinger Altrhein-Motherner Wörth
Das Naturschutzgebiet Auer Köpfle-Illinger Altrhein-Motherner Wörth liegt auf dem Gebiet der Gemeinden Au am Rhein und Elchesheim-Illingen im Landkreis Rastatt in Baden-Württemberg.
Das Gebiet erstreckt sich westlich und nordwestlich des Kernortes Illingen direkt am westlich fließenden Rhein. Im Gebiet liegt der Illinger Baggersee.
Im Namen erwähnt ist ebenfalls der Ort Mothern, der auf der gegenüberliegenden Seite des Rheins im französischen Elsass liegt, das Naturschutzgebiet berührt dessen Gemeindegebiet jedoch nicht.

## Bedeutung
Für Au am Rhein und Elchesheim-Illingen ist seit dem 19. Dezember 1990 ein 285,5 ha großes Gebiet unter der Kenn-Nummer 2.134 als Naturschutzgebiet ausgewiesen. Es handelt sich um das größte Altrheingebiet im Übergangsbereich zwischen Furkations- und Mäanderzone.